# Jan Houtsma
Johannes Herman (Jan) Houtsma (21 december 1921 - 7 februari 1984) was een Nederlandse verzetsstrijder tijdens de Tweede Wereldoorlog.

## Biografie
Houtsma woonde in Doetinchem. Al voor de oorlog deed Jan, een schooljongen nog, illegaal werk door Joodse vluchtelingen uit Duitsland ongezien de grens over te helpen. Bij normale grensoverschrijding was de kans te groot dat ze teruggestuurd zouden worden. 
In 1941, toen hij in Utrecht ging studeren, kwam hij in het Studentenverzet terecht. Daarbij kon hij door heel Nederland waardevolle contacten leggen. Hij reisde toen veel per trein (in de oorlog vrijwel het enige vervoermiddel voor de lange afstand), en omdat zijn vader behalve huisarts ook arts bij de Nederlandse Spoorwegen was, vergaarde hij de nodige kennis over dienstschema's van betrouwbare spoorwegmannen. 
In 1943 moest Jan zijn studie staken. Zijn verzetswerk zette hij voort in de Achterhoek, met name voor de Landelijke Organisatie voor hulp aan onderduikers (LO). De LO in het rayon Doetinchem stond toen onder leiding van Eduard Schilderink, maar die werd op 31 januari 1944 door de Duitsers gearresteerd. De leiding kwam toen in handen van Jan Houtsma. Tot zijn rayon behoorden of gingen behoren Beek, Doesburg, Gaanderen, 's-Heerenberg, Hummelo, Keppel, Terborg, Wehl en Zelhem. 
Houtsma gaf niet alleen leiding, maar nam ook actief deel aan verzetsactiviteiten. Hij heeft onder andere sabotage aan spoorlijnen en locomotieven gepleegd, en heeft door de geallieerden gedropte wapens opgehaald. 
De neergeschoten Britse boordschutter George Kelly heeft een aantal dagen bij Houtsma op zolder gezeten, voor hij naar de schuilplaats in de schuur van Berntsen in Loerbeek werd overgebracht. (Houtsma zelf en zijn vriendin, de koerierster Annie de Graaf, hebben zich een tijdje in dezelfde schuur schuilgehouden.) 
Jan Houtsma was een van de mensen die op de begrafenis van Wim Moorman het woord hebben gevoerd. 
Houtsma overleed op 7 februari 1984. 

## Straatnaam
In de Doetinchemse wijk Overstegen is de Houtsmastraat, genoemd naar Mevr. M.J.A. Houtsma-Leijds, geboren te Stad-Doetinchem op 16 februari 1892, gehuwd met O.E. Houtsma, arts, bekend om haar optreden in de bezettingsjaren. 